# Njao
Njao ist eine kleine, unbewohnte Insel des Sansibar-Archipels und liegt nordwestlich von Pemba. Zusammen mit der unmittelbar sich im Süden anschließenden Fundo Island bildet das etwa 5,5 km² große, längliche Eiland eine natürliche Barriere zum Schutz des Hafens von Wete, der sieben Kilometer südöstlich liegt.